# Spirama euphrages
Spirama euphrages là một loài bướm đêm trong họ Erebidae.